# جيك (لاعب رياضة إلكترونية)
جيك (بالإنجليزية: Jake)‏ هو لاعب رياضة إلكترونية ‏ أمريكي، ولد في 28 يوليو 1996.